# 雷蕾
雷 蕾（レイレイ）は、在日中国人実業家、YouTuber。シンフロンテラ代表取締役社長、アドベンチャー取締役、ヨシムラ・フード・ホールディングス監査役。

## 人物・経歴
四川省南充市生まれ。北京師範大学外国言語文学院日本語学部を首席で卒業後、日本貿易振興機構北京事務所入所。
大学在学中交換留学で1年間広島大学に留学。日本語作文「永遠のワンダーフォーゲル」で第二回中国人の日本語作文コンクール一等賞受賞。
2010年一橋大学大学院商学研究科経営・マーケティングコース修士課程修了、野村證券株式会社入社。一橋大学ワンダーフォーゲル部出身。
野村證券株式会社では投資銀行部門でクロスボーダー資金調達業務に従事した。2014年株式会社ネクソンに入社し、M&A業務に従事。
2015年千代田区に中国人富裕層向けインバウンドツーリズム事業やビジネスマッチング、コンサルタントなどを扱うシンフロンテラ株式会社を設立し、同社代表取締役社長に就任。2016年株式会社アドベンチャー取締役。2019年公益社団法人日本マーケティング学会サロン委員。
2020年から在日中国人として中国の若者文化のYouTubeでの紹介を開始。2023年株式会社ヨシムラ・フード・ホールディングス監査役。株式会社team Sのグローバルビジネス責任者（CGO）なども務めた。